# Rudolf Franz Lehnert

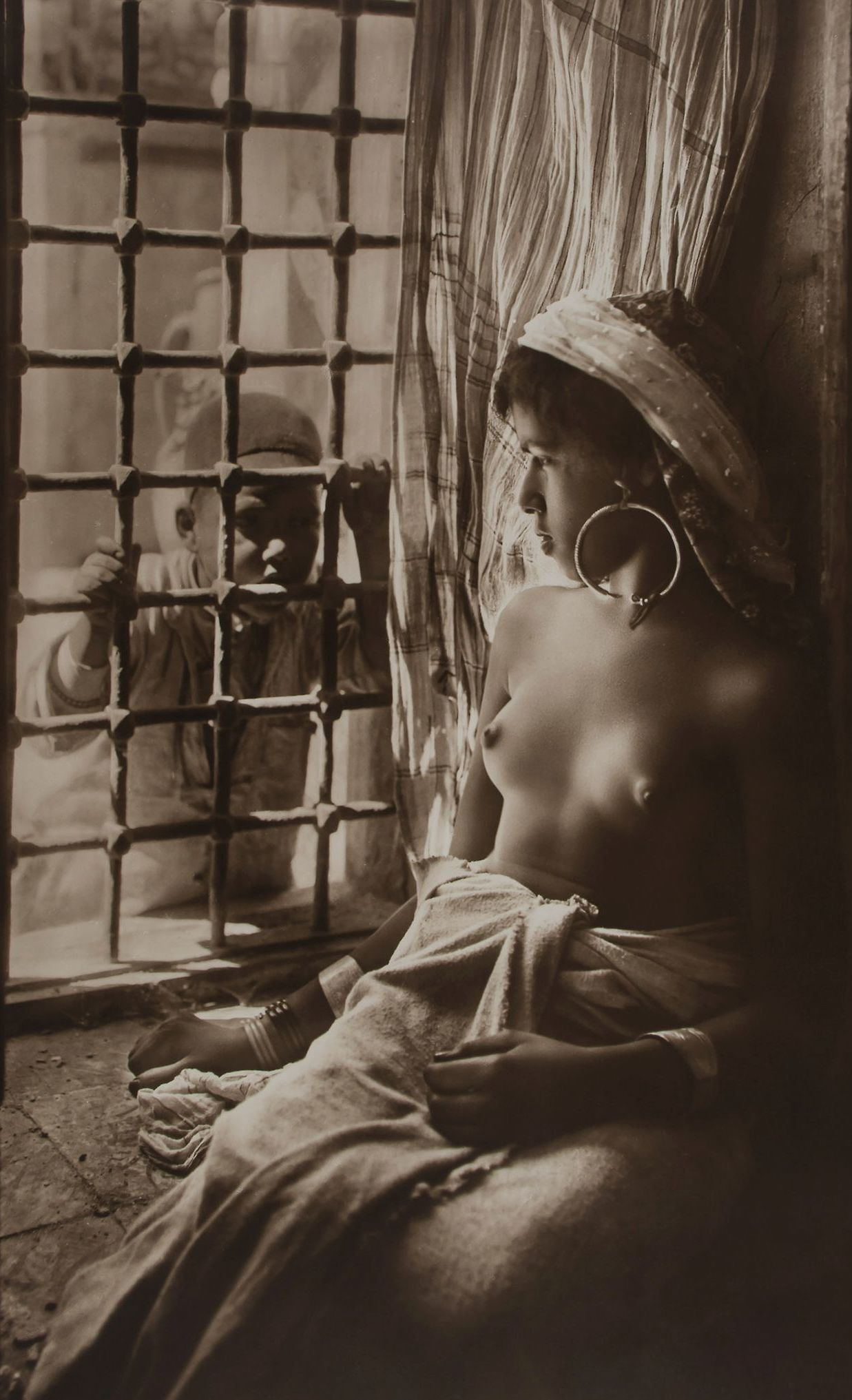
Fotografía de Lehnert & Landrock (alrededor de 1910)

Rudolf Franz Lehnert ( Groß Aupa, Austria-Hungría 13 de julio de 1878 - Redeyef, Túnez 16 de enero de 1948) fue un fotógrafo austriaco y amante de Oriente .

## Vida
Nació en Groß Aupa, un pueblo al pie de los Montes Gigantes en Bohemia, entonces parte de la Austria alemana . Perdió a sus padres y a los 14 años fue a vivir con su tío en Viena. De 1898 a 1901 estudió fotografía .
Al disponer de su patrimonio a los 21 años, viajó por Europa a pie. En 1904 fue por primera vez a Túnez y después con su futuro socio comercial Ernst Heinrich Landrock . Vendían postales y fotografías con motivos orientales bajo el nombre Lehnert & Landrock. Las sedes de la empresa estuvieron situadas en Túnez y El Cairo. 
En la Primera Guerra Mundial fue hecho prisionero por los franceses en Argelia, internado en Córcega y finalmente, gracias a las gestiones de su amigo Landrock, llegó a Suiza . Permaneció en Davos, donde se casó con Eugenie (Jenny) Schmitt, que venía de Alsacia . Lehnert y Landrock dejaron Túnez y abrieron una tienda de reproducciones en El Cairo en 1924. 
En 1929 obtuvo la ciudadanía francesa y residió en Cartago. Instaló un estudio en el centro de Túnez (Avenida Jules Ferry) y se dedicó a la fotografía de retratos. Su esposa enfermó gravemente al estallar la Segunda Guerra Mundial. Lehnert cesó sus actividades para cuidar de su esposa hasta su muerte en 1944. Lehnert trabajó luego junto con su hija y a su yerno, el Dr. Bernet, director de la planta de fosfato de Gafsa en Redeyef . Fue enterrado junto a su esposa en el cementerio de Cartago.
Sus motivos se hicieron especialmente conocidos a raíz del entusiasmo europeo por Oriente a principios del siglo XX. Al igual que en el campo de las bellas artes, aquí también se puede observar un uso a menudo romantizante y sentimentalista de motivos exóticos.